# Side Effects (película)
Side Effects (conocida como Efectos secundarios en España, Terapia de riesgo en México y Perú y Efectos colaterales en Chile y Argentina) es una película estadounidense de 2013, del género thriller, dirigida por Steven Soderbergh y protagonizada por Jude Law, Rooney Mara, Catherine Zeta-Jones y Channing Tatum.
La filmación de la película comenzó el 5 de abril de 2012 en la ciudad Nueva York.

## Argumento
Tras pasar cuatro años encerrado en prisión y cumplir su condena por tráfico de influencias (información privilegiada a empresas que cotizan), Martin Taylor regresa a casa para encontrar a su esposa, Emily (Rooney Mara), a punto de suicidarse. Su psiquiatra, Jonathan Banks, teme que vaya a suicidarse y quiere traerla a la clínica, pero Emily le dice que no hace falta, por lo cual Jonathan se pone en contacto con la Doctora Victoria Sieberts, su médica anterior.
Emily acompaña al psiquiatra Jonathan a una empresa farmacéutica para que participe en estudios de antidepresivos con sus pacientes, ganando mucho dinero. Al ocuparse de la demanda de Emily y la recomendación de la Dra. Siebert, le receta el nuevo medicamento Ablixa. El medicamento parece surtir buen efecto y permitir una vida usual, aparte de noctambular como efecto secundario. Más tarde, Emily acuchilla a su marido.
Al escuchar que ninguno de los dos ha vivido nada de eso y después de haber cometido el delito por sonambulismo, Emily es descubierta de inmediato, por lo que ambos quedan en problemas. Entonces Emily es enviada al tribunal. Poco después Jonathan quiere asegurarse de que la mantengan despierta y decirles a los miembros del jurado que Emily se había quedado despierta toda la noche por haber tomado el nuevo medicamento recetado por la Dra. Siebert. Entonces el ministerio fiscal y sus colegas le dicen que no la enviarán a la clínica, siempre y cuando tome los medicamentos y regrese a la terapia con el psiquiatra, pero si falla, la meterán a la clínica y no volverá a verla.
Poco después de la absolución, Jonathan toma nota de unas discrepancias en las declaraciones de Emily. Por ejemplo, una supuesta compañera llamada July, de la cual Emily dijo que le había recomendado el medicamento, no existe. O al ir a la oficina de Emily, su jefa le repite la misma frase que ella repetía respecto a la depresión, basado en una novela literaria. O que saliendo de la oficina laboral de Emily, ve repetidamente en la recepción, vídeos publicitarios de pruebas de accidentes de carros con el nombre July. Incluso, al ser despedido de la empresa donde trabaja se le informa que el laboratorio que produce el medicamento cayó en sus acciones a un 30% y que muchas empresas relacionadas, por el contrario, ganaron por información privilegiada. Al querer recobrar su reputación, Jonathan pronto concluye que Emily había intentado suicidarse para matar a su marido. Mientras busca pruebas desesperadamente, la presión se intensifica: Su mujer lo abandona, sus compañeros de consultorio le quitan la cooperación y la empresa lo despide.
Al confrontar a Victoria con sus sospechas, Jonathan averigua que la doctora y Emily tienen una relación lésbica. Asimismo, Jonathan construye en Emily, estando hospitalizada, una percepción negativa de Victoria, para que ella le confiese la verdad detrás de todos los hechos. Tras una vida del lujo con su marido, Emily no estaba dispuesta a acostumbrarse a una vida normal por pena de ir a la cárcel y por ello tramó con Victoria el asesinato de su marido. Además, enamorada de Emily, Victoria usó la misma técnica por la que el marido de Emily fue puesto a la cárcel, información privilegiada a empresas que cotizan, manipulando las especulaciones respecto de las acciones de Ablixa para ganar dinero, generando dos cuentas en paraísos fiscales, uno en Dubái y otro en Islas Caimán, que luego de los juicios y el internamiento psiquiátrico de Emily, ambas disfrutarían.
A pesar de todo, Emily sale del hospital psiquiátrico por recomendación de Jonathan a la junta médica y legal. Luego, ella va a la casa de Victoria para confirmar lo planeado mientras la graba como confesión, a lo que terminan peleando y en un intento de salida, Victoria es arrestada por los cargos de conspiración por homicidio y tráfico de influencias por información privilegiada a empresas cotizadas para beneficio personal.
Finalmente Emily, retorna al consultorio de Jonathan, quien la trata como paciente en riesgo recetándole medicamentos más duros para enfermos de alta gravedad, a lo que ella se enfurece confesando que todo lo hizo a conciencia e inteligencia para no tener ese trato y negociando el dinero que tenía en paraíso fiscal. Por lo que al ser ignorada, sale corriendo de la oficina, en donde es puesta en evidencia por los fiscales y la madre de su marido, quien la abofetea. Después de eso, ella corre hacia la calle, tratando de tomar un taxi, llegando la policía, quienes la arrestan y la detienen antes de que se saliera de control volviendo al encierro en el hospital psiquiátrico donde se la ve como sedada permanente deambulando en la sala diciendo que todo está bien.

## Reparto
- Jude Law - Dr. Jonathan Banks[2]
- Rooney Mara - Emily Taylor[3]
- Catherine Zeta-Jones - Dr. Victoria Siebert[3]
- Channing Tatum - Martin Taylor[3]
- Vinessa Shaw[4] - Bancos Dierdre
- Polly Draper - jefe de Emily[3]
- David Costabile - Carl Millbank[4]
- Katherine Heigl - Karly Hert